# Touchstone Pictures
Touchstone Pictures (dawniej Touchstone Films) – amerykańska marka filmowa utworzona w Los Angeles w 1984 roku i używana przez filmową część The Walt Disney Company, obecnie działającą pod nazwą Walt Disney Studios. Tradycyjnie sygnowano nią filmy, których dystrybuowanie pod marką Disney (kojarzoną jednoznacznie z produkcją dziecięcą) uważano za ryzykowne lub niewłaściwe. Często jest uważana za samodzielną wytwórnię filmową, jednak w rzeczywistości nią nie jest i nigdy nie była.

## Historia
W 1979 roku Walt Disney Productions po raz pierwszy wyprodukowało film, który w amerykańskiej klasyfikacji uzyskał status PG (co oznacza, iż minimalnym zalecanym wiekiem widza jest 12 lat, a dodatkowo zaleca się nadzór rodziców nad oglądającymi dziećmi). Filmem tym była Czarna dziura. Gałąź filmów dla starszych widzów okazała się zyskowna i zajmowały one coraz ważniejsze miejsce w biznesie Disneya. Po wejściu na ekrany obrazu Prochowiec z 1983 roku podniosły się głosy, iż tego rodzaju filmy nie powinny być opatrywane logo Disneya, kojarzącym się dotąd z rozrywką dla całej rodziny. Aby temu zaradzić, od 1984 roku filmy Disneya z klasyfikacją PG lub wyższą (dla jeszcze starszych) nosiły jako producenta markę Touchstone Pictures. Pierwszą premierą oznaczoną w taki sposób była głośna komedia Plusk z Daryl Hannah w roli głównej.
Łącznie w latach 1984–2008 marką tą opatrzono ponad 230 filmów, w tym wiele spośród największych kasowych przebojów. Począwszy od roku 2003 i serii Piraci z Karaibów w życie wprowadzana jest decyzja, aby ograniczyć używanie marki Touchstone Pictures i rozszerzyć czysto dziecięcą i familijną dotąd markę Walt Disney Pictures również na filmy dla nieco starszych odbiorców. Marka Touchstone Pictures nie została jednak całkowicie zarzucona i od 2007 wrócono do opatrywania nią filmów, choć na nieco mniejszą skalę niż kiedyś.

## Touchstone po 2007 roku
W 2007 roku szef The Walt Disney Company, Robert Iger wprowadził nową zasadę porządkowania marek w firmie, w ramach której trzema głównymi miały stać się Disney (kino i parki rozrywki), ABC (telewizja) i ESPN (media sportowe). Z tego samego powodu submarki spod znaku Touchstone zostały zlikwidowane lub przydzielone do innych grup.
Poza Touchstone Pictures do 2007 roku istniały następujące jednostki:

### Touchstone Television
Spółka założona w 1985 roku zajmująca się produkcją seriali telewizyjnych. Produkowała głównie dla amerykańskiej stacji telewizyjnej ABC. Wśród licznych produkcji studio wyprodukowało między innymi kilka sezonów Zagubionych. W 2007 roku, w wyniku planu Igera, ustąpiła miejsce ABC Studios.

### Touchstone Games
Studio produkujące i dystrybuujące gry komputerowe ostatecznie zlikwidowane w 2008 roku. Jej ostatnim i zarazem jednym z największych hitów była gra wideo z 2008 roku o nazwie Turok.

## Współpraca z DreamWorks
Od 2010 roku Disney, działający pod marką Touchstone Pictures, stał się dystrybutorem filmów produkowanych przez studio DreamWorks Pictures. Umowa, która obejmuje 30 najbliższych filmów DreamWorks, przewiduje, iż obrazy te będą sygnowane równocześnie markami DreamWorks (jako producenta) i Touchstone Pictures (jako dystrybutora). Pierwszą produkcją spod obydwu marek jest produkcja Michaela Baya i Stevena Spielberga pt. Jestem numerem cztery z 2011 roku.